# Calacas Jazz Band
Calacas Jazz Band es una agrupación mexicana de música jazz, hot jazz y dixieland inspirada en la música de este género originaria de Nueva Orleans en las primeras décadas del siglo XX, con músicos importantes como Louis Armstrong, Duke Ellington, además de bandas más actuales como Dixieland Crackerjacks, Preservation Hall Jazz Band y Firehouse Jazz Band. Cobraron notoriedad en 2010 por su participación en eventos importantes de la escena del jazz como el Festival Internacional de Jazz Querétaro-Montral, el Festival Internacional de Jazz y Blues Zacatecas, Festival Ejazz y el Festival Alfonso Ortiz Tirado. 

## Formación y primeros años
En 2006, aún como estudiantes de la Escuela de Música DIM en la Ciudad de México, cuatro de los ahora integrantes de la banda, se juntan para un proyecto que debían presentar como examen para un clase. El proyecto era un ensamble de Sweet Substitute por Jelly Roll Morton, compositor importante de hot jazz de los años 20'. Tiempo después de pasar su examen, deciden retomar el proyecto ya de forma profesional. 
La agrupación comenzó con el nombre Calaveritas de Azúcar debido a que su primera presentación fue durante el Día de Muertos. Después fue modificado a Calacas Jazz Band.
En sus inicios, sin un lugar para ensayar, tocan en las calles de la capital, haciéndose de contactos e invitaciones para tocar en festivales y bares. Fueron invitados así al Festival Ejazz de Puebla donde tienen por primera vez la oportunidad de tocar en un escenario de manera profesional. 
En 2010 estrenan su primer álbum con covers de jazz de los años 20' y 30'
En 2014, la Cineteca Nacional invita a Calacas Jazz Band a musicalizar en vivo la película de suspenso y thirller psicológico de Alfred Hitchcock The Ring (1927).

## Integrantes de la banda
Músicos base
- Cristian Merino Terreros - Banjo, guitarra y ukulele
- María Arellano - Voz
- Jazmín Luna - Saxofón alto/Tenor
- Alejandro Hernández - Batería, tarola, toys y lavadero
- Alonso López - Contrabajo

Músicos invitados
- Mauricio Beltrán - Piano
- David de la Rosa- Clarinete
- Luis Meneses- Trombón
- Olson Joseph - Trompeta
- Gary Anzures - Tuba
- Ángel Leal - Trompeta

## Discografía
| Álbum                | Lista de canciones | Estreno                                                     | Información adicional |
| -------------------- | --- | ----------------------------------------------------------- | --- |
| Gracias por cooperar | 1. "After You've Gone" Marion Harris 2. "All of Me" (coescrita por Gerald Marks y Seymour Simons) 3. "Sweet Georgia Brown" 4. "Royal Garden Blues" canción de Hank Williams 5. La pantera rosa. Tema por Henry Mancini 6. "Some of these days" por Shelton Brooks 7. "My bucket’s got a hole in it" por Hank Williams | Presentado en la Mega Ofrenda de la UNAM en octubre de 2010 | - Grabado, masterizado y editado por Icautli Cortés, Gonzalo Chacho Peniche y Gabriela Méndez González en "El Bunker", en la Ciudad de México - Nominado al Premio Imaz 2011 como mejor disco de fusión jazz |
| Bien Bonito          | 1. “It Don’t Mean A Thing (If It Ain’t Got That Swing)”, originalmente de Duke Ellington 2. “Todo Lo Que Puedo Es Darte Amor” 3. “Mamma Don’t Allow” 4. “Shine” 5. “The Sheik of Araby” 6. “I’ll See You In My Dreams” (adaptada al español por Graciela Aguadelo) 7. “Cantina band” 8. “Someday You’ll Be Sorry” 9. “Tiger Rag” 10. “I Can’t Dance Got Ants In My Pants” 11. “Everybody loves my baby” 12. “Sadie Green (The Vamp Of New Orleans)” 13. “Egyptian Ella” 14. “It’s a Sin to Tell a Lie” (Version 1) 15. “It’s a Sin to Tell a Lie” (Version 2) | Fonarte Latino, 2013                                        | - Incluye material de Clarence Williams y otros compositores |
| Nuevos Retros        | 1. "Revival" 2. "Tu Luz" 3. "El Ring" 4. "La Calaca" 5. "Ilógica Comedia Intro" 6. "Ilógica Comedia" 7. "Te Daré" 8. "La Vampiresa Blues" 9. "Relaja" 10. "Puedes Creer en Mi" 11. "Tú No Me Gustas" 12. "Como un Huracán" | 2016                                                        | - Es el primer álbum de Calacas Jazz Band con canciones originales y en español. - Incluye colaboraciones de Iraida Noriega reconocida exponente del jazz nacional y Jenny Ball, cantante y trompetista inglesa del grupo Jenny and the Mexicats - Primer sencillo: “Tu Luz”, feat. Jenny Ball (de los Mexicats) - Producción Ejecutiva de Calacas Jazz Band |

## Presentaciones relevantes

### Conciertos
Concierto en el Lunario del Auditorio Nacional en la Ciudad de México 29 de marzo de 2014 Noches de Dixieland y Lindy Hop.

### Festivales y fiestas nacionales
- Festival Alfonso Ortiz Tirado, 29 de enero de 2014, en Sonora.[11][13]
- Festival Ejazz de Puebla, 7 de diciembre de 2012[11][14]
- V Festival de Jazz Chihuahua, 22 de octubre de 2015[1][15]
- Fiestas de Octubre de Guadalajara, 1 y 2 de noviembre de 2012[1][16]
- Feria del Libro del Zócalo de la Ciudad de México[11]
- Feria Nacional de San Marcos[11]

### Festivales internacionales
- Festival Internacional Ollin Jazz12, 13 y 14 de mayo de 2017 en Ciudad de México.[17]
- Festival internacional de jazz de verano Querétaro-Montreal, 18 al 25 de julio de 2012[11][18]
- 6.º Festival Internacional de Jazz y Blues en Zacatecas, 22 de agosto de 2013[11][19]
- Festival Internacional de Jazz de Acapulco 2013[1]
- Festival Internacional de Jazz - Edición otoño-invierno, 6 y 7 de diciembre de 2014 en Polanco.[20]